# Nicolò Minato
Nicolò Minato (né à Bergame vers 1627 et mort à Vienne  le 28 février 1698) est un  poète, librettiste et impresario italien . Sa carrière peut être divisée en deux parties: les années passées à Venise, de 1650 à 1669, et à Vienne, de 1669 jusqu'à sa mort.

## Biographie
Nicolò Minato est surtout connu pour sa vaste production de  librettiste d'opéra. II a écrit plus de 200 livrets. Sa carrière a commencé avec Orimonte (en), écrit en 1650 pour Francesco Cavalli. À cette époque, il travaille principalement en tant qu'avocat, et ce n'est que plus d'une décennie plus tard qu'il se tourne vers la composition de livrets et la gestion de théâtres. Minato est également membre de plusieurs académies littéraires, dont , avec Busenello, l’Accademia degli Imperfetti, un groupe qui se consacre à l'étude des classiques et de la jurisprudence. Il a écrit 11 livrets à Venise, la plupart pour Cavalli . En 1665, il devient une figure éminente de la direction du Teatro San Salvador. Il collabore avec le compositeur Giovanni Legrenzi à la révision de son opéra Zenobia e Radamisto (en) en 1667. En 1669, il quitte Venise pour occuper un poste à Vienne en tant que poète à la cour de l'empereur Léopold Ier .
À Vienne, il  écrit plus de 170 livrets, en moyenne environ 5 par an, dans des genres aussi divers que l' opéra seria et la festa teatrale . En plus de ses fonctions d'écrivain d'œuvres profanes, Minato est également un producteur prolifique de textes sacrés, souvent décrits comme des oratorios. Minato est un librettiste populaire et après sa mort, ses œuvres ont souvent été relancées par des compositeurs tels que Johann Adolf Hasse, Handel, Giovanni Bononcini et Telemann .

## Œuvres (sélection)
- Orimonte (1650), mis en musique par Cavalli
- Xerse (1654/55), mis en musique entre autres par Cavalli , Bononcini et Handel
- Elena (1659), d'après un scénario de Giovanni Faustini , mis en musique par Cavalli
- Pompeo Magno (1666), mis en musique par Cavalli , Scarlatti et Perti
- La Prosperità di Elio Sejano (1667), entre autres par Sartorio , Draghi et Albinoni
- Leonida in Tegea (1670), mis en musique par Draghi
- Chilonida (1677), mis en musique par Draghi et Ziani
- La patienza di Socrate con due mogli (1680), mise en musique par Draghi et Reutter / Caldara
- La tirannide abbatuta dalla virtù (1697), mise en musique par Draghi